# سان كارلو كانافيزي
سان كارلو كانافيزي هي كومونا (بلدية) تقع في مدينة تورينو الحضرية
التابعة لمنطقة بيدمونت الإيطالية ، وتقع على بعد نحو 20 كيلومتر (12 ميل) شمال غرب مدينة تورينو.
وتضم حدود بلدية سان كارلو كانافيز ما يلي من البلديات: روكا كانافيزي ، وفودا كانافيزي ، ونول ، وفرونت ، وسان فرانسيسكو آل كامبو ، وسيري ، وسان ماوريتسيو كانافيز .